# Marinópolis (kommun)
Marinópolis är en kommun i Brasilien.   Den ligger i delstaten São Paulo, i den södra delen av landet, 600 km sydväst om huvudstaden Brasília. Antalet invånare är 2 113.
Följande samhällen finns i Marinópolis:
- Marinópolis

Omgivningarna runt Marinópolis är huvudsakligen savann. Runt Marinópolis är det glesbefolkat, med 15 invånare per kvadratkilometer.